# Monday Night Wars

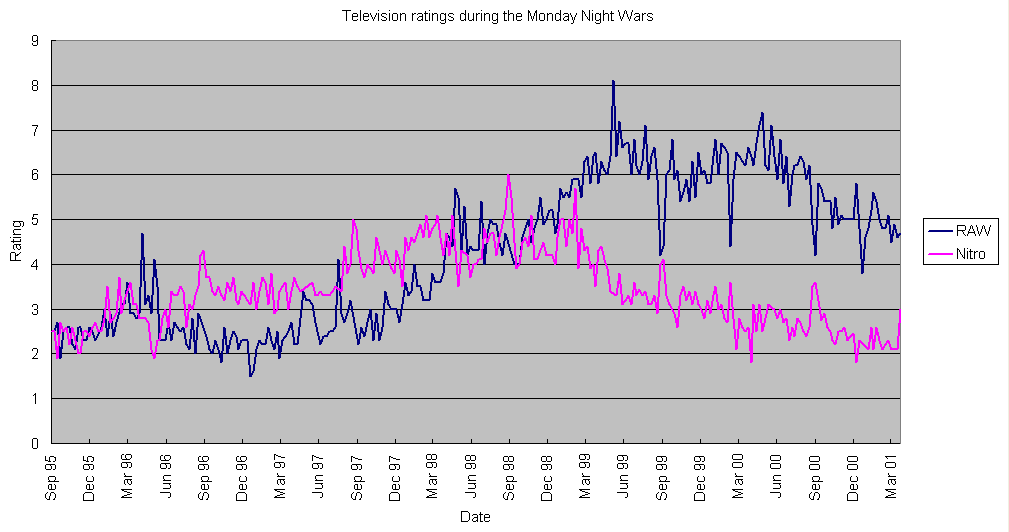
Comparação de audiências durante o período Monday Night War.

Monday Night Wars é o termo comum que se refere ao período de guerras de audiência no horário nobre de wrestling profissional da televisão estadunidense. Iniciou-se em 4 de Setembro de 1995 e durou até 26 de Março de 2001. Durante este tempo, o programa RAW, da World Wrestling Federation, competia diretamente com a Monday Nitro da World Championship Wrestling para ver qual programa se saia melhor no Nielsen Ratings.
A batalha por novos telespectadores utilizava métodos até então inéditos. As empresas contratavam wrestlers e escritores da companhia rival e os apresentavam no programa ao vivo para tentar desestabilizar sua concorrente. Por fim, a WCW que pertencia à AOL Time Warner, foi vendida à World Wrestling Federation Entertainment, Inc em 2001, dando fim as batalhas de audiência.